# José Martínez Sánchez
José Martínez Sánchez (Ceuta, 11 maart 1945) beter bekend onder zijn voetbalnaam Pirri, is een voormalig Spaans profvoetballer. Het grootste gedeelte van zijn carrière was hij actief voor Real Madrid.

## Clubcarrière
Pirri werd geboren in het Noord-Afrikaanse Ceuta, dat behoort tot het Spaanse grondgebied. Daar speelde hij bij diverse lokale clubs totdat hij in 1963 de overstap maakte naar Granada. Pirri maakte indruk bij zijn entree in de Primera División en vertrok al na één seizoen, toen hij in 1964 een contract tekende bij Real Madrid. Zijn debuut vond plaats tegen FC Barcelona, nadat hij was ingevallen voor de Hongaarse sterspeler Ferenc Puskás. Pirri werd onderdeel van een generatie jonge voetballers die allen de Spaanse nationaliteit hadden en de geschiedenisboeken inging als Yé-yé. Binnen het elftal had hij geen vaste positie, Pirri kon uit de voeten als verdedigende of centrale middenvelder maar werd ook regelmatig opgesteld als libero. Indien nodig speelde hij zelfs in de spits.
Pirri kende twee belangrijke momenten tijdens zijn verblijf bij Real Madrid, die hem de status van clubicoon opleverden. Als relatief onervaren speler was hij in 1966 al aanwezig in de finale van de Europacup I, die na een 0-1-achterstand op Partizan Belgrado uiteindelijk met 2-1 werd gewonnen. Vijf jaar later zorgden zijn doorzettingskracht en opofferingsgezindheid opnieuw voor bewondering bij de fans. In de finale van de Europacup II tegen Chelsea liep Pirri een sleutelbeenbreuk op, maar bleef hij doorspelen zodat in de negentigste minuut de stand alsnog gelijk kon worden getrokken. Twee dagen later volgde de return waarin aanvoerder Pirri negentig minuten lang met een mitella speelde. Het doelpunt van Real in de 75e minuut bleek echter niet voldoende en Chelsea ging er met de beker vandoor.
Pirri bleef vijftien jaar lang onder contract staan bij Real Madrid, waarin hij 561 wedstrijden speelde en 170 doelpunten scoorde. In die periode won hij tien landskampioenschappen, vier nationale bekers en één Europacup I. In 1980 besloot Pirri uit Spanje te vertrekken en tekende hij een contract bij het Mexicaanse Puebla om daar zijn carrière af te sluiten.

## Interlandcarrière
Pirri speelde in totaal 41 wedstrijden voor het Spaanse elftal waarin hij 16 doelpunten scoorde. Met het nationale elftal was hij actief op zowel het WK van 1966 als dat van 1978.

## Nevencarrière
Tijdens zijn verblijf in Mexico, rondde Pirri zijn studie geneeskunde af om dokter te kunnen worden. In deze rol keerde hij na zijn actieve carrière terug bij Real Madrid, waar hij werd toegevoegd aan de medische staf. Tussen 1996 en 2000 was Pirri als algemeen directeur actief bij de club. Na vier jaar moest hij echter vertrekken om plaats te maken voor Jorge Valdano. Aanleiding hiervoor was de verkiezing van Florentino Pérez als nieuwe clubpresident en het uitlekken van Pirri's rapport over de Madrileense spelersgroep.
Het rapport van Pirri was kritisch over 19 van de in totaal 33 spelers van Real Madrid. Zo was hij onder andere ontevreden over Geremi en Steve McManaman, maar had hij ook een duidelijke mening over anderen:

Guti - Fysiek erg sterk. Heeft de technische bagage om te kunnen slagen, maar zijn gedrag is niet dat van een typische Real Madrid-speler. Heeft een slechte houding, zowel binnen als buiten het veld. Hoewel zijn fysieke en technische bagage worden erkend, zal het moeilijk voor hem worden om te slagen bij Real Madrid. Hij is niet gefocust op zijn werk en mochten we een goed bod ontvangen dan moeten we hem laten gaan.

Anelka - Zijn grootste voordeel is snelheid. Heeft een perfecte fysiek voor een speler, is zeer snel en heeft goede tempowisselingen. Is goed bij de counteraanval. Toont weinig inzet, is erg introvert en is wantrouwend naar anderen. Heeft problemen met ploeggenoten. Het zal moeilijk voor hem worden om te slagen in Madrid, daarnaast zal hij veel problemen veroorzaken. Het is het beste om hem zo snel mogelijk te verkopen.

Morientes - Is niet in vorm en mist zelfvertrouwen, we zouden hem snel moeten verkopen. 

Pirri had echter ook positieve kritieken. Zo betitelde hij Roberto Carlos en Raúl als 'onvervangbaar' en voorspelde hij Casillas (toen 18 jaar) een grote toekomst. De doelman moest volgens Pirri zo snel mogelijk bij het eerste elftal worden gehaald. Nadat de storm over het uitgelekte rapport was gaan liggen, bleken de kritieken van Pirri - zowel positief als negatief - na verloop van tijd in de meeste gevallen gegrond. Na dertig jaar bij Real Madrid te hebben gewerkt besloot Pirri na zijn vertrek actief te worden binnen sportjournalistiek als commentator en analist.

## Erelijst
- Europacup I: 1965/66
- Primera División: 1964/65, 1966/67, 1967/68, 1968/69, 1971/72, 1974/75, 1975/76, 1977/78, 1978/79, 1979/80
- Copa del Rey: 1969/70, 1973/74, 1974/75, 1979/80

## Trivia
- Pirri was de eerste in de clubgeschiedenis van Real Madrid die de prestigieuze Laureate award (Nederlands: laurier) ontving. Het werd als een grote erkenning gezien voor zijn prestaties, aangezien er veel spelers waren geweest die grotere sportieve successen hadden gekend tijdens hun carrière dan Pirri.[1]